# From Father to Son
Pour plus de détails, voir Fiche technique et Distribution.
From Father to Son est un film muet américain réalisé par Robert Z. Leonard et sorti en 1914.

## Fiche technique
- Réalisation : Robert Z. Leonard
- Scénario : Robert Z. Leonard
- Date de sortie : États-Unis : 29 janvier 1914

## Distribution
- Robert Z. Leonard
- Joseph Singleton
- Hazel Buckham
- J. Farrell MacDonald
- Betty Schade
- Clarence Barr